# Taraxacum intermedium
Taraxacum intermedium — вид квіткових рослин з родини айстрових (Asteraceae). Вид зростає в Європі: Чехія, Словаччина, Данія, Фінляндія, Німеччина, Нідерланди, Польща, Швеція; це багаторічна рослина помірних біомів.